# Himantura imbricata
Himantura imbricata е вид хрущялна риба от семейство Dasyatidae.

## Разпространение
Видът е разпространен във Виетнам, Индия, Камбоджа и Тайланд.